# Parahyparrhenia
Parahyparrhenia là một chi thực vật có hoa trong họ Hòa thảo (Poaceae).

## Loài
Chi Parahyparrhenia gồm các loài: